# 5508-as mellékút (Magyarország)
Az 5508-as mellékút egy bő 20 kilométeres hosszúságú, négy számjegyű mellékút Bács-Kiskun vármegye déli részén; Bácsalmástól vezet Madarason és Katymáron át Bácsborsód központjáig.

## Nyomvonala
Bácsalmás külterületén, a város központjától bő 3 kilométerre ágazik ki az 5501-es útból, annak a 39+800-as kilométerszelvényétől, dél-délnyugat felé. Az első másfél kilométerén a város Óalmás nevű külterületi, kertes településrészén halad keresztül, majd külterületen folytatódik, és néhány lépéssel a harmadik kilométerének elérése előtt átszeli a következő, útjába eső település, Madaras határát.
Ez utóbbi község területére érve egy darabig délnek húzódik, de miután a hatodik kilométere előtt eléri a belterület északi szélét, visszatér a korábban követett irányához, a Báthory István utca nevet felvéve. A falu központjában, a 6+650-es kilométerszelvényénél kiágazik belőle délkelet felé az 55 111-es számú mellékút, mely a település déli részébe vezet és az ott létesített idősotthon mellett ér véget.
Nagyjából 7,6 kilométer után hagyja maga mögött az út Madaras házait, s ott szinte azonnal át is lép Katymár határai közé. E falu belterületét 10,5 kilométer után éri el, ott előbb nyugat felé halad, Szabadkai utca néven, a településközpontig, majd ott északnak fordul és a Kossuth Lajos utca nevet veszi fel. A településen két fontosabb elágazása is van: előbb – 11,2 kilométer után – az 55 112-es számú mellékút ágazik ki belőle délnek, a mintegy 5 kilométerre fekvő Sándortanya irányába, majd a központban az 55 114-es számú mellékút válik ki belőle nyugati irányban, ez ugyancsak Katymár egy külterületi, az országhatárhoz közeli lakott helyére vezet. Az 5508-as út észak-északnyugati irányban haladva hagyja maga mögött a település belterületét, bő 15,5 kilométer után pedig a határai közül is kilép.
Bácsborsód az utolsó, útjába eső település, jó darabig ennek is csak délkeleti fekvésű lakatlan, vagy szórványosan lakott külterületei között húzódik. 19,8 kilométer után átszeli a Kígyós-főcsatorna egyik mellékágát, majd szinte azonnal be is lép a község belterületére. Bajcsy-Zsilinszky utca néven ér véget, Bácsborsód belterületének déli szélén, beletorkollva az 5505-ös útba, annak majdnem pontosan a 12. kilométerénél.
Teljes hossza, az országos közutak térképes nyilvántartását szolgáló kira.gov.hu adatbázisa szerint 20,242 kilométer.

## Története
1934-ben a kereskedelem- és közlekedésügyi miniszter 70 846/1934. számú rendelete a Bácsborsód-Katymár közt húzódó szakaszát harmadrendű főúttá nyilvánította, a Csávoly-Katymár közti 542-es főút részeként.

## Települések az út mentén
- (Bácsalmás)
- Madaras
- Katymár
- Bácsborsód